# 上虞四諫
上虞四諫，也稱上虞四諫士，是指明朝嘉靖年間，四位籍貫為浙江承宣布政使司紹興府上虞縣（今浙江省紹興市上虞区）的官員合称。
他們是徐學詩、葉經、謝瑜和陳紹，他們皆為進士出身，并在嘉靖朝擔任負責糾察的監察御史或刑部官員。嘉靖十九年至二十年期間，他們數次彈劾時任大學士的嚴嵩、嚴世蕃父子，并因此得罪下詔獄、罷職除名；其中葉經甚至因杖刑而亡故。隆慶初年，四人均被恢復官職，或升遷或追諡。